# Herbert Marshall

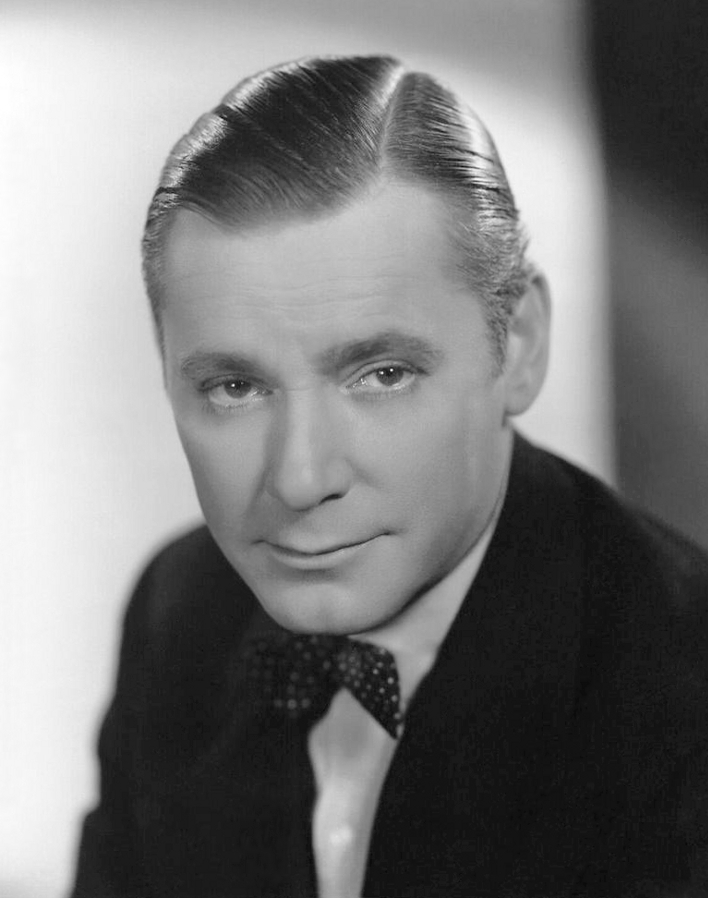
Herbert Marshall (1936)

Herbert Marshall, född 23 maj 1890 i London, Storbritannien, död 22 januari 1966 i Beverly Hills, Kalifornien, USA, var en brittisk skådespelare. 
Han var lärling vid en bokföringsfirma i London när han började intressera sig för skådespelaryrket. Marshall gjorde scendebut i Brighton 1911 och började strax efteråt uppträda på scenerna i London. Han deltog i första världskriget, där han förlorade ett ben, ett handikapp som han lärde sig dölja under hela sin framtida karriär på scen och film. Under 1920-talet växlade han mellan scenerna i London och New York. 
1928 gifte han sig, i sitt andra av fem äktenskap, med skådespelerskan Edna Best; de medverkade tillsammans i flera populära teateruppsättningar och blev snart ett av sin tids allra mest populära skådespelarpar. De skilde sig 1940. 
Marshall gjorde filmdebut i England 1927 men hans första minnesvärda film gjordes i Hollywood 1929, The Letter, mot Jeanne Eagles. Från 1932 var han en populär filmstjärna, ofta i roller som elegant, världsvan, stilig man i en rad minnesvärda filmer mot bland andra Bette Davis, Marlene Dietrich och Greta Garbo. Hans bästa roll var som skurk i Alfred Hitchcocks Utrikeskorrespondenten.
Hans fjärde (av fem) äktenskap var åren 1947-1958 med skådespelerskan Boots Mallory.
Marshall avled i en hjärtattack 1966.

## Filmografi i urval
- Mumsie (1927)
- Brevet (1929)
- Blonda Venus (1932)
- En kvinna gör uppror (1936)
- Ängeln (1937)
- Brevet (1940)
- Utrikeskorrespondenten (1940)
- Kvinnan utan nåd (1941)
- När kvinnor älska (1941)
- Själens ögon (1945)
- Den vassa eggen (1946)
- Duell i solen (1946)
- Den stängda trädgården (1949)
- Black Jack (1949)
- Planerat illdåd (1952)
- Jungfrudrottningen (1955)
- Flugan (1958)
- En röst i dimman (1960)
- Dödslistan (1963)